# Трубящая райская птица
Трубящая райская птица (лат. Phonygammus keraudrenii) — вид воробьинообразных птиц из семейства райских птиц (Paradisaeidae). Выделяется в монотипический род Трубящие райские птицы (Phonygammus). Она обитает во влажных лесах Австралии, Индонезии и Папуа — Новой Гвинеи. Длина тела — 28 см. Особенностью вида является чрезвычайно длинная свёрнутая трахея, длина которой у самцов в несколько раз больше длины тела и составляет от 45 до 90 см.

## Подвиды
Образует 6 подвидов:
- Phonygammus keraudrenii keraudrenii — запад Новой Гвинеи (Чендравасих, Онин (англ. Onin Peninsula) и горы Вейланд (англ. Weyland Mountains);
- Phonygammus keraudrenii neumanni — восток Новой Гвинеи;
- Phonygammus keraudrenii purpureoviolaceus — нагорья юго-востока Новой Гвинеи.
- Phonygammus keraudrenii hunsteini — острова Д'Антркасто (Гуденаф, Фергуссон и Норманби);
- Phonygammus keraudrenii jamesii — низменности юга Новой Гвинеи, а также острова на севере Торресова пролива (Боигу и Саибаи);
- Phonygammus keraudrenii gouldii — северо-восток Австралии.